# Maria de Aragon
Maria de Aragon (sau Maria a Spaniei) (n. 29 iunie 1482 - d. 7 martie 1517) a fost o prințesă spaniolă, a doua soție a regelui portughez Manuel I din anul 1500 până la moartea ei.

## Famile

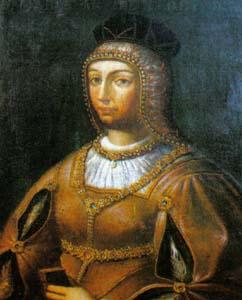
Rainha D. Maria de Aragão e Castela.

S-a născut la Córdoba la 29 iunie 1482 și a fost a treia fiică a regilor Isabela de Castilia și Ferdinand al II-lea de Aragon. A avut o soră geamănă care a murit la naștere. Una dintre surorile ei a fost Caterina de Aragon, soția lui Henric al VIII-lea al Angliei și mama Mariei I a Angliei. O altă soră, Ioana, s-a căsătorit cu Filip, Duce de Burgundia și a fost mama împăratului Carol Quintul. 

## Căsătorie
Ca infantă a Spaniei, mâna ei era foarte importantă pentru politicile europene; înainte de căsătoria cu Manuel I al Portugaliei, părinții ei s-au gândit la o căsătorie cu regele Iacob al IV-lea al Scoției. Aceasta se întâmpla când căsătoria surorii sale Caterina cu Arthur, Prinț de Wales era deja aranjată. Ferdinand și Isabela s-au gândit că dacă Maria devenea regină a Scoției, cele două surori puteau menține pacea. Aceste planuri nu s-au îndeplinit.
Sora ei cea mare, Isabela de Asturia, a fost prima soție a lui Manuel I, dar moartea acesteia, în 1498 a dus la necesitatea politică ca Maria să se căsătorească cu Manuel. Manuel și Maria s-au căsătorit la Alcazar de Sal la 30 octombrie 1500 și au avut zece copii, dintre care opt au atins vârsta maturității, printre care regele Ioan al III-lea al Portugaliei, împărăteasa a Sfântului Imperiu Roman Isabela a Portugaliei și Beatrice, Ducesă de Savoia.
Maria a murit la Lisabona la 7 martie 1517 la vârsta de 34 de ani și a fost înmormântată la mănăstirea Jerónimos din Belém.

### Copii
Din căsătoria cu Manuel I au rezultat următorii copii:
- Ioan al III-lea al Portugaliei (6 iunie 1502 - 11 iunie 1557), i-a succedat lui Manuel ca al 15-lea rege al Portugaliei.
- Infanta Isabela (24 octombrie 1503 - 1 mai 1539), s-a căsătorit cu împăratul Carol Quintul.
- Infanta Beatrice (31 decembrie 1504 - 8 ianuarie 1538), s-a căsătorit cu Carol al III-lea, Duce de Savoia.
- Ludovic, Duce de Beja (3 martie 1506 - 27 noiembrie 1555), necăsătorit însă a avut descendenți nelegitimi.
- Infantele Ferdinand, Duce de Guarda și Trancoso (5 iunie 1507 - 7 noiembrie 1534), s-a căsătorit cu Guiomar (Guyomare) Coutinho, contesă de Marialva.
- Cardinalul Afonso al Portugaliei (23 aprilie 1509 - 21 aprilie 1540), cardinal al regatului.
- Infanta Maria 	(1511 -	1513)
- Henric al Portugaliei (31 ianuarie 1512 - 31 ianuarie 1580), cardinal al regatului care i-a succedat nepotului său, regele Sebastian, ca al 17-lea rege al Portugaliei.
- Infantele Eduard, Duce de Guimarães (7 octombrie 1515 - 20 septembrie 1540), Duce de Guimarães și străbunic al regelui Ioan al IV-lea al Portugaliei. S-a căsătorit cu Isabella de Braganza, fiica lui Jaime, Duce de Braganza.
- Infantele Anton (9 septembrie 1516 - 1516)

## Arbore genealogic
| Maria de Aragon | Tată: Ferdinand al II-lea de Aragon | Bunic patern: Ioan al II-lea de Aragon       | Străbunic patern: Ferdinand I de Aragon                |
| Maria de Aragon | Tată: Ferdinand al II-lea de Aragon | Bunic patern: Ioan al II-lea de Aragon       | Străbunică paternă: Eleanor de Alburquerque            |
| Maria de Aragon | Tată: Ferdinand al II-lea de Aragon | Bunică paternă: Juana Enríquez               | Străbunic patern: Frederick Henriques, Conte de Melgar |
| Maria de Aragon | Tată: Ferdinand al II-lea de Aragon | Bunică paternă: Juana Enríquez               | Străbunică patern: Mariana de Córdoba                  |
| Maria de Aragon | Mamă: Isabela I de Castilia         | Bunic matern: Ioan al II-lea de Aragon       | Străbunic matern: Henric al III-lea al Castiliei       |
| Maria de Aragon | Mamă: Isabela I de Castilia         | Bunic matern: Ioan al II-lea de Aragon       | Străbunică maternă: Caterina de Lancaster              |
| Maria de Aragon | Mamă: Isabela I de Castilia         | Bunică maternă: Infanta Isabel a Portugaliei | Străbunic maternă: Infantele João al Portugaliei       |
| Maria de Aragon | Mamă: Isabela I de Castilia         | Bunică maternă: Infanta Isabel a Portugaliei | Străbunică maternă: Isabela de Braganza                |